# Poste (Jundiaí)
O bairro do Poste, em Jundiái, São Paulo, Brasil, é um  núcleo urbano de apoio à produção rural que acontece predominantemente com cultura de frutas de mesa, em especial a uva. Têm se expandido além de seus perímetros, principalmente ao longo da Estrada do Poste, representando conflitos de interesse entre a ocupação urbana e a produção rural. Apresenta uma agricultura diversificada, com destaque para a fruticultura. A uva niagara, a principal exploração da cidade, está presente em mais de 550 propriedades; a horticultura é estruturada na produção de folhosas como o alface e o almeirão, bem como hortaliças de frutos; a produção de eucalipto é voltada para o abastecimento de lenha, as áreas de pastagens completam a ocupação agrícola das terras.
Segundo a origem etimológica e tradição oral, o nome do bairro está ligado à existência, no passado, de um poste que era utilizado como ponto de localização e referência espacial pela população.
O bairro do Poste está localizado na Região Oeste do Município e faz divisa com cidade de Itupeva.

## Dados da produção agrícola
| Utilização da área cultivada | Área (ha)      |
| Cultura perene               | Cultura perene |
| ---------------------------- | -------------- |
| Uva comum (mesa)             | 1918.50        |
| Laranja                      | 189.20         |
| Caqui                        | 135.70         |
| Tangerina                    | 125.20         |
| Pêssego                      | 58.90          |

| Utilização da área cultivada | Área (ha)     |
| Cultura Anual                | Cultura Anual |
| ---------------------------- | ------------- |
| Milho                        | 501.50        |
| Alface                       | 183.00        |
| Feijão                       | 70.00         |
| Banana                       | 85.30         |
| Morango                      | 48.00         |
| Mandioca                     | 46.00         |
| Almeirão                     | 46.00         |
| Cebolinha                    | 39.60         |
| Couve                        | 39.50         |
| Abobrinha                    | 28.00         |

## Uso do solo
No bairro do Poste predomina a ocupação residencial do território.
- Uso residencial: 87,04%
- Uso comercial e de serviços: 00,0%
- Uso institucional: 12,96%
- Uso industrial: 0,00%